# Наоми Башкански
Наоми Башкански (род. 2003) — американская шахматистка, чемпионка мира по шахматам среди школьниц до 13 лет, чемпионка Северной Америки среди девушек до 20 лет и международный женский мастер.
Заняла первое место на чемпионате мира по шахматам среди школьниц до 13 лет 2016 года в Сочи и стала чемпионкой Северной Америки среди девушек до 20 лет 2017 года в Далласе.. Наивысший рейтинг Американской шахматной федерации — 2126, достигнут в октябре 2018 года.
Выиграла национальный чемпионат США по шахматам среди девочек до 10 лет в 2013 году и до 12 лет в 2015 году. Заняла первое место на Панамериканском молодежном чемпионате по шахматам 2013 года в Бразилии в категории девочек до 10 лет. В 2018 году выиграла чемпионат Северной Америки среди девушек.
В 2021 году поступила в Гарвард, где изучает компьютерные науки.